# بيت راجح (جحانه)

تعديل مصدري - تعديل

بيت راجح هي إحدى قرى مديرية جحانة التابعة لمحافظة صنعاء اليمنية، بلغ تعداد سكانها 373 حسب إحصائيات عام 2004.

## وصلات خارجية
- الجهاز المركزي للإحصاء بالجمهورية اليمنية
- المركز الوطني للمعلومات باليمن

1. ↑  الجهاز المركزي للإحصاء اليمني، تعداد اليمن 2004، QID:Q12202700